# 斯洛文尼亞同性婚姻
斯洛文尼亚自2006年7月23日起承认同性伴侣的伴侣关系。最初的同性伴侣法只是给予同性伴侣获取对方的退休金和财产的权利。但自从2017年2月24日起，法律给予了同性伴侣几乎跟婚姻一样的权利，除收养权和人工受孕的权利。
2015年3月1日斯洛維尼亞國民議會通过同性婚姻相關法案，但是天主教會與反同婚團體提出公投訴求，在同年12月20日舉辦公民投票，結果63.5%的反對否決了國會的平權法案。2017年2月24日通過同性伴侶法，但未能擁有領養權。
2022年7月8日，斯洛維尼亞憲法法庭以6票贊成3票反對做出判決：基於憲法上不得存有歧視的原則，同性伴侶的婚姻及領養小孩權利應比照異性伴侶婚姻制度，並於該判決出爐後立即生效。同年10月4日，斯洛維尼亞國民議會依照憲法法庭指示完成相關修法，使斯洛維尼亞成為東歐第一個完成同性婚姻立法的國家。